# ريل بلاير
ريل بلاير (بالإنجليزية: RealPlayer)‏ اختصارا لـريل وان بلاير (بالإنجليزية: RealOne Player)‏ هو برنامج متعدد المنصات لتشغيل ملفات الوسائط المتعددة حيث يستطيع تشغيل صيغ وتنسيقات مختلفة مثل إم‌بي‌3، كويكتايم، ويندوز ميديا بلاير بالإضافة إلى بعض التنسيقات الخاصة بالبرنامج نفسه. ظهر الإصدار الأول لريل وان بلاير في أبريل 1995.

## وصلات خارجية
- الموقع الرسمي